# Eighty Four
 (août 2025).
Eighty Four est une census-designated place située dans le comté de Washington, dans l’État de Pennsylvanie, aux États-Unis. Lors du recensement de 2020, elle compte 645 habitants.